# Tinus de Jongh

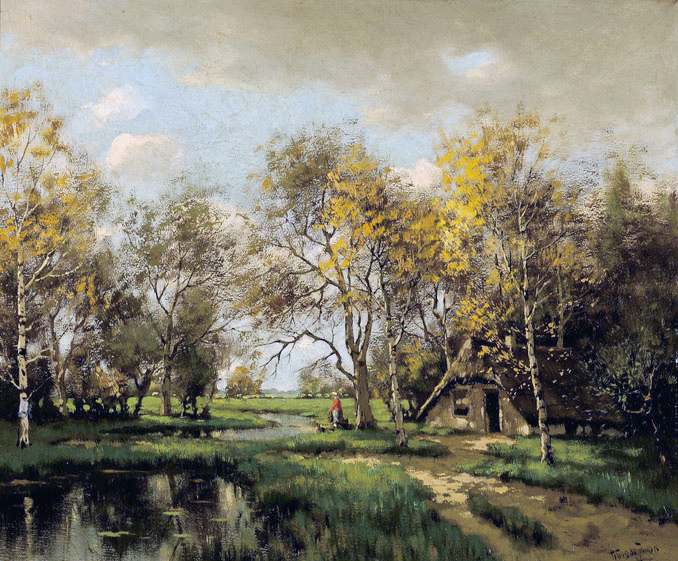
Boerderij tussen bomen, door Tinus de Jongh

Martinus Johannes (Tinus) de Jongh (Amsterdam, 31 januari 1885 – Bloemfontein, 17 juli 1942) was een Zuid-Afrikaans/Nederlands kunstschilder. In zijn Amsterdamse periode was hij tevens etser.

## Biografie
Tinus de Jongh was zoon van Martinus Johannes de Jongh en Wilhelmina Krull, wonende aan de Weteringschans. Hij was getrouwd met Johanna Maria Verhoef. Het gezin woonde enige tijd aan de Weesperzijde dat gedurende hun verblijf overging van de gemeente Watergraafsmeer naar Amsterdam. Zoon Gabriel de Jongh werd eveneens schilder.  
Zijn ouders verboden hem in eerste instantie om schilder te worden en dus leerde hij zich het vak zelf. In de jaren tien van de 20e eeuw genoot hij enige bekendheid in de stad toen hij onder meer vanuit het Paleis op de Dam overzichten van de Dam mocht schilderen, onder andere het Commandantshuis, dat in 1912 werd afgebroken. In diezelfde jaren werd zijn “De zandweg” voor 310 gulden verkocht tijdens een veiling in Frascati.
Zij eerste succes was toen het Stedelijk Museum Amsterdam één van zijn eerste schilderijen gekocht heeft. In 1921 emigreerde hij naar Zuid-Afrika en hij vestigde zich in Kaapstad. Hij was er enige tijd bestuurslid van de Hollandsche Kring. De eerste schilderijen die De Jongh daar schilderde waren sober zoals te zien in Stilleven met vogels en haas. Het licht en de landschappen van Zuid-Afrika begonnen hem te inspireren en hij veranderde zijn stijl. Later schilderde hij met een paletmes. Louis Woolf was zijn agent en verkocht honderden van De Jonghs schilderijen.
Hij stierf op 17 juli 1942 aan longkanker. 
- Biografisch Portaal: 13647577
- Library of Congress Control Number: no2017167177
- RKD-Nederlands Instituut voor Kunstgeschiedenis: 42774
- Union List of Artist Names: 500102700
- Virtual International Authority File: 96443792
- WorldCat: E39PBJx4t7K3wvxyH8KRXYQ6rq